# ФК Јединство Црквина
ФК Јединство је фудбалски клуб из Горње Црквине у општини Шамац, Република Српска (БиХ) који се такмичи у оквиру Међуопштинске лиге Републике Српске — Шамац.

## Историја
Клуб је био побједник Купа Задругара 1965. године.

## Резултати
- Куп Задругара 1965. (1. мјесто)
- Куп Републике Српске у фудбалу 2001/02. (шеснаестина финала)
- Друга лига Републике Српске у фудбалу — Центар 2006/07. (1. мјесто)
- Прва лига Републике Српске у фудбалу 2007/08. (16. мјесто)

### Познати играчи
- Јоцо Радић
- Драган Илић
- Милан Тадић
- Саша Чанчаревић
- Станко Томашевић
- Раде Симендић
- Мићо Зорић
- Игор Геруси
- Митар Николић
- Драган Пајић
- Мићо Бијелић
- Панто Миличевић
- Дејан Миловац
- Данијел Гајић
- Душко Јањић
- Дејан Миловац
- Љубиша Цвијановић
- Саша Томашевић
- Срето Марјановић

### Познати тренери
- Неђо Вуковић
- Предраг Лукић